# Maïyara
Maïyara (auch: Mayara, May Yara) ist eine Landgemeinde im Departement Dakoro in Niger.

## Geographie
Maïyara liegt in der Sahelzone. Die Nachbargemeinden sind Kornaka im Norden, Attantané im Nordosten, Sarkin Haoussa im Osten, Saé Saboua im Südosten, Chadakori im Süden und Sabon-Machi im Westen. Bei den Siedlungen im Gemeindegebiet handelt es sich um 73 Dörfer und 47 Weiler. Zwei Siedlungen werden auch von der Nachbargemeinde Sabon-Machi beansprucht. Der Hauptort der Landgemeinde ist das Dorf Maïyara. Durch die Gemeinde verläuft das Trockental Goulbin Kaba.

## Geschichte

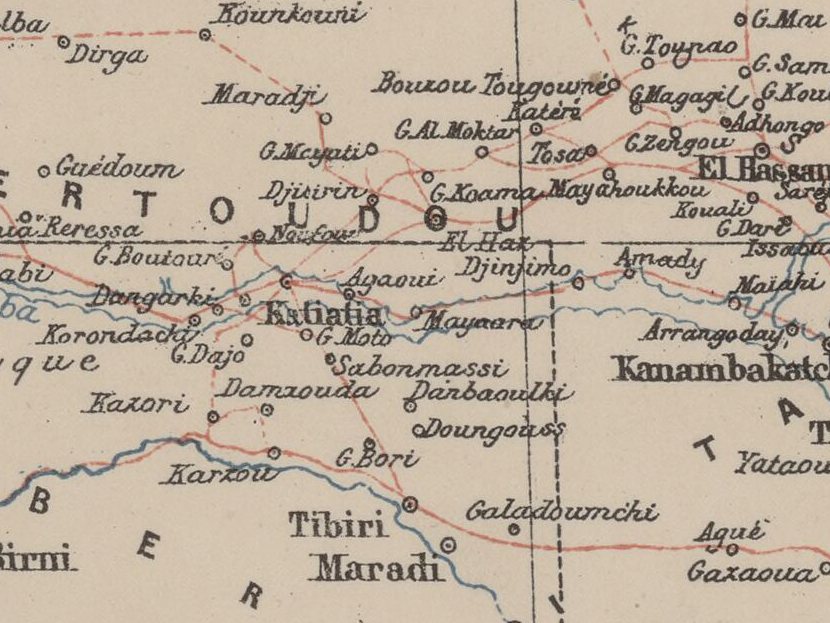
Ausschnitt einer Karte von 1903 mit Maïyara (Mayaara) im Zentrum

Die Landgemeinde Maïyara ging 2002 bei einer landesweiten Verwaltungsreform aus dem südöstlichen Teil des Kantons Kornaka hervor.

## Bevölkerung
Bei der Volkszählung 2012 hatte die Landgemeinde 62.441 Einwohner, die in 7369 Haushalten lebten. Bei der Volkszählung 2001 betrug die Einwohnerzahl 40.196 in 5362 Haushalten.
Im Hauptort lebten bei der Volkszählung 2012 1220 Einwohner in 173 Haushalten, bei der Volkszählung 2001 1035 in 138 Haushalten und bei der Volkszählung 1988 777 in 100 Haushalten.
In ethnischer Hinsicht ist die Gemeinde ein Siedlungsgebiet von Azna, Gobirawa und Tuareg.

## Politik
Der Gemeinderat (conseil municipal) hat 17 gewählte Mitglieder. Mit den Kommunalwahlen 2020 sind die Sitze im Gemeinderat wie folgt verteilt: 6 PNDS-Tarayya, 3 LRD-Jimiri, 3 MDEN-Falala, 1 ADD-Zakara, 1 MNSD-Nassara, 1 MPR-Jamhuriya, 1 PNA-Al’ouma und 1 RSD-Gaskiya.
Jeweils ein traditioneller Ortsvorsteher (chef traditionnel) steht an der Spitze der 73 Dörfer in der Gemeinde, darunter dem Hauptort.

## Wirtschaft und Infrastruktur
Die Gemeinde liegt in einer Zone, in der Regenfeldbau betrieben wird. Das staatliche Versorgungszentrum für landwirtschaftliche Betriebsmittel und Materialien (CAIMA) unterhält eine Verkaufsstelle im Hauptort. Im Hauptort ist ein Gesundheitszentrum des Typs Centre de Santé Intégré (CSI) vorhanden. Beim Centre de Formation aux Métiers de Maïyara (CFM Maïyara) handelt es sich um ein Berufsausbildungszentrum. Durch die Gemeinde, unter anderem durch den Hauptort, verläuft die Nationalstraße 37 zwischen Kornaka und Tessaoua.